# 宇野功人
宇野 功人（うの よしひと、1954年または1955年 - 1985年6月12日）は日本の大蔵官僚。

## 来歴
愛知県豊田市宮口町出身。愛知県立岡崎高等学校在学中に全国模試で1番をとっている。東京大学法学部第2類（公法コース）卒業。東大在学中に国家公務員上級甲種試験（法律職）に上位で合格。1977年、大蔵省入省（主計局総務課）。入省同期に川北力、厚木進、谷口博文、藤井真理子らがいる。当時直属の上司であった総務課長は宮下創平、総務課の企画担当の主計官は角谷正彦。1980年、在フィリピン日本大使館二等書記官。1983年7月、木更津税務署長。1984年7月、証券局総務課長補佐（企画・調査）。主に局長の国会答弁を担当。1985年6月12日午後1時過ぎ、本省庁舎の屋上から飛び降り、西側のコンクリートの下で発見された。享年30。死因は頭蓋骨骨折であった。